# ترتة إسترهازي
تُرتة أو كعكة إسْتَرْهَازي هي تُرتة مجرية سميت على اسم الأمير بول الثالث أنطون إسترهازي (1786-1866) وهو من سلالة إسترهازي ودبلوماسي في الإمبراطورية النمساوية. ابتكرها صانعو الحلويات في بودابِست في أواخر القرن التاسع عشر وسرعان ما أصبح أحد أشهر أنواع الكعك في أراضي المملكة النمساوية المجرية. 
يتكون Esterházy Torta من قشدة الزبدة المتبلة بالكُنيَاك أو الونيلية محشور بين أربع وخمس طبقات من عجينة مرنغ اللوز (مَكرون). الترتة مُثلجة بطبقة سكرية ومزينة بنمط شكلاطة مخطط مميز. ومع ذلك ، ثمة وصفات أخرى. استبدل اللوز الأصلي بالكامل بالجوز في المجر.